# Psephechinus
Psephechinus is een geslacht van uitgestorven zee-egels uit de familie Stomechinidae.

## Soorten
- Psephechinus deslongchamsii (Wright, 1854) † Bajocien, West-Europa.
- Psephechinus distinctus (Agassiz) † Oxfordien, Frankrijk.
- Psephechinus globosus Lambert, 1931 †
- Psephechinus jauberti (Cotteau, 1863) † Bathonien, Frankrijk.
- Psephechinus mazetieri Mercier, 1932 †
- Psephechinus michelini (Cotteau, 1857) Bathonien, Europa, Noord-Afrika.
- Psephechinus morieri Cotteau, 1880 † Bathonien, Frankrijk.
- Psephechinus newtoni Lambert, 1933 †
- Psephechinus quoniami Gauthier † Bajocien, Marokko.
- Psephechinus renzi Jeannet, 1928 †
- Psephechinus schlumbergi Cotteau, 1864 † Bathonien, Frankrijk.